# Udo Bartsch (Journalist)

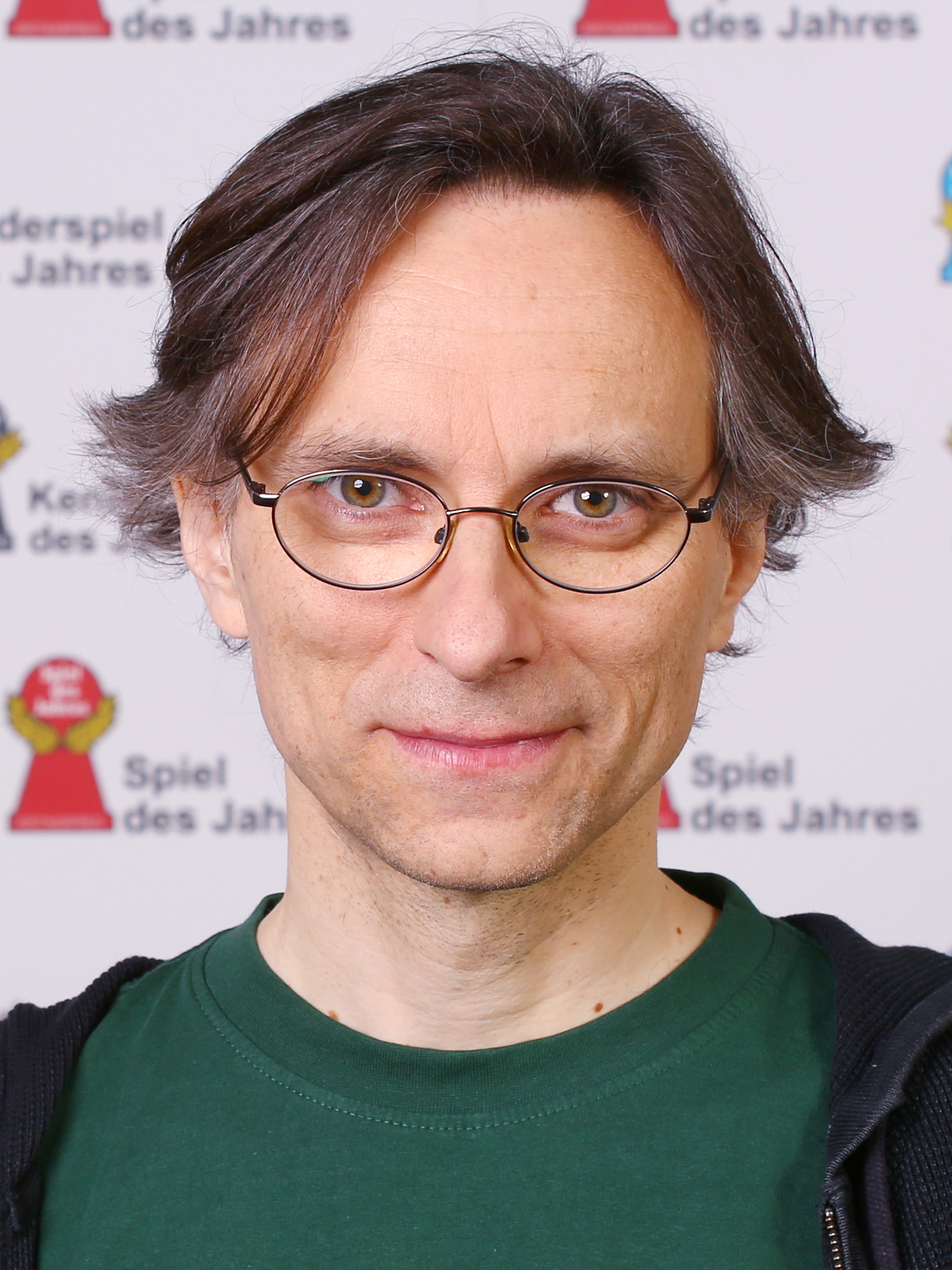
Udo Bartsch, Spielekritiker

Udo Bartsch (* 1968 in Hannover) ist ein deutscher Fachjournalist für Brett-, Karten- und Gesellschaftsspiele. Er ist Chefredakteur des Magazins Spiel doch! und Mitglied der Jury Spiel des Jahres.

## Leben
Bartsch hat, nachdem er 1997 sein Lehramtsstudium und das Referendariat beendet hatte, angefangen, Spielekritiken zu schreiben.  Damals erschien seine erste Rezension in der Spielerei. Von 1998 bis 2007 schrieb er Kritiken für das Spielermagazin Fairplay. Seitdem veröffentlicht er auch Spielebesprechungen in Tageszeitungen, unter anderem der Schleswig-Holsteinische Landeszeitung, der Mitteldeutschen Zeitung und der Stuttgarter Zeitung. Seit 2007 ist er freier Mitarbeiter des auf Deutsch und Englisch erscheinenden Fachmagazins spielbox. 2015 wird er Chefredakteur des neuen Magazins Spiel doch!, das genauso wie die spielbox im W. Nostheide Verlag erscheint.
Seit 2008 veröffentlicht Bartsch Spielerezensionen und Berichte aus der Spieleszene online unter www.rezensionen-fuer-millionen.de.
2008 wird er Mitglied des Vereins Spiel des Jahres und der Jury, die über das Spiel des Jahres und ab 2011 auch über das Kennerspiel des Jahres entscheidet. Von 2009 bis 2022 gehörte er dem Vorstand des Spiel des Jahres e. V. an, zunächst als Schriftführer und später als Schatzmeister.

## Auszeichnung
2013 wird Udo Bartsch im Rahmen des von der Spiele-Autoren-Zunft (SAZ) vergebenen Alex-Medienpreises mit einem Sonderpreis ausgezeichnet, in dem seine in der spielbox erschienene Besprechung „Und das Volk nannte es Spielreiz“ exemplarisch gewürdigt wurde. „In satirisch überspitzter Bibeltext-Manier wird hier das komplexe Aufbau-Spiel ,Ora et Labora‘ von Uwe Rosenberg präzise erläutert. Mit einer Mischung aus Lakonik und sakraler Schwelgerei schafft es Bartsch, den Leser lachen, staunen und begreifen zu lassen“, schreibt die SAZ in ihrer Begründung. Schon fast eine eigene Textgattung habe er mit seinen Spielerezensionen geschaffen. „Mit einer Stilsicherheit, die ihresgleichen sucht, navigiert Bartsch den Leser durch das Spielgeschehen, taucht dabei ganz in Atmosphäre und Thema des Spiels ein und erledigt den notwendigen Erkenntnisgewinn wie nebenbei.“